# Trichopilia dalstroemii
Trichopilia dalstroemii är en orkidéart som beskrevs av Dodson. Trichopilia dalstroemii ingår i släktet Trichopilia och familjen orkidéer.
Artens utbredningsområde är Ecuador. Inga underarter finns listade i Catalogue of Life.